# チェビシェフ (小惑星)
チェビシェフ (2010 Chebyshev) は小惑星帯に位置する小惑星である。ソビエト連邦の天文学者ベラ・A・ブルナシェヴァがクリミア天体物理天文台で発見した。
確率論、統計学および数論における業績で知られているロシアの数学者、パフヌティ・チェビシェフ（Пафну́тий Льво́вич Чебышёв、ラテン転写: Pafnuty Lvovich Chebyshev）から命名された。